# Quantum Corporation
Quantum Corporation est un fabricant de matériel de stockage informatique, de bandes magnétiques, de déduplication de données basé à San Jose (Californie). Depuis sa fondation en 1980 jusqu'en 2000, il était aussi un fabricant de disque de stockage important (généralement n°2 mondial, derrière Seagate), et était basé à Milpitas, en Californie.
Quantum a fait ses débuts lorsque les dirigeants et les concepteurs de Shugart Associates, IBM et Memorex ont eu l'idée de créer un disque dur de 8 pouces qui permettrait d'atteindre des performances correctes, sans le coût ou la complexité de l'aide d'un système d'asservissement complet en boucle fermée.

## Acquisitions
- 1998 - ATL Products, un fabricant de librairies de sauvegarde[4]
- 2001 - M4 Data (Holdings) Ltd., fabricant de librairies de sauvegarde
- 2002 - Benchmark Storage Innovations, qui fabriquait la ligne de produits VStape sous licence Quantum [5]
- 2005 - Certance (en), activité de bandes de Seagate Technology, membre du consortium LTO[6]
- 2006 - Advanced Digital Information Corporation (en) (ADIC), librairies à cartouches, StorNext filesystem et technologie de  déduplication[7]
- 2011 - Pancetera Software, spécialiste de la gestion de données et protection virtuelle[8]

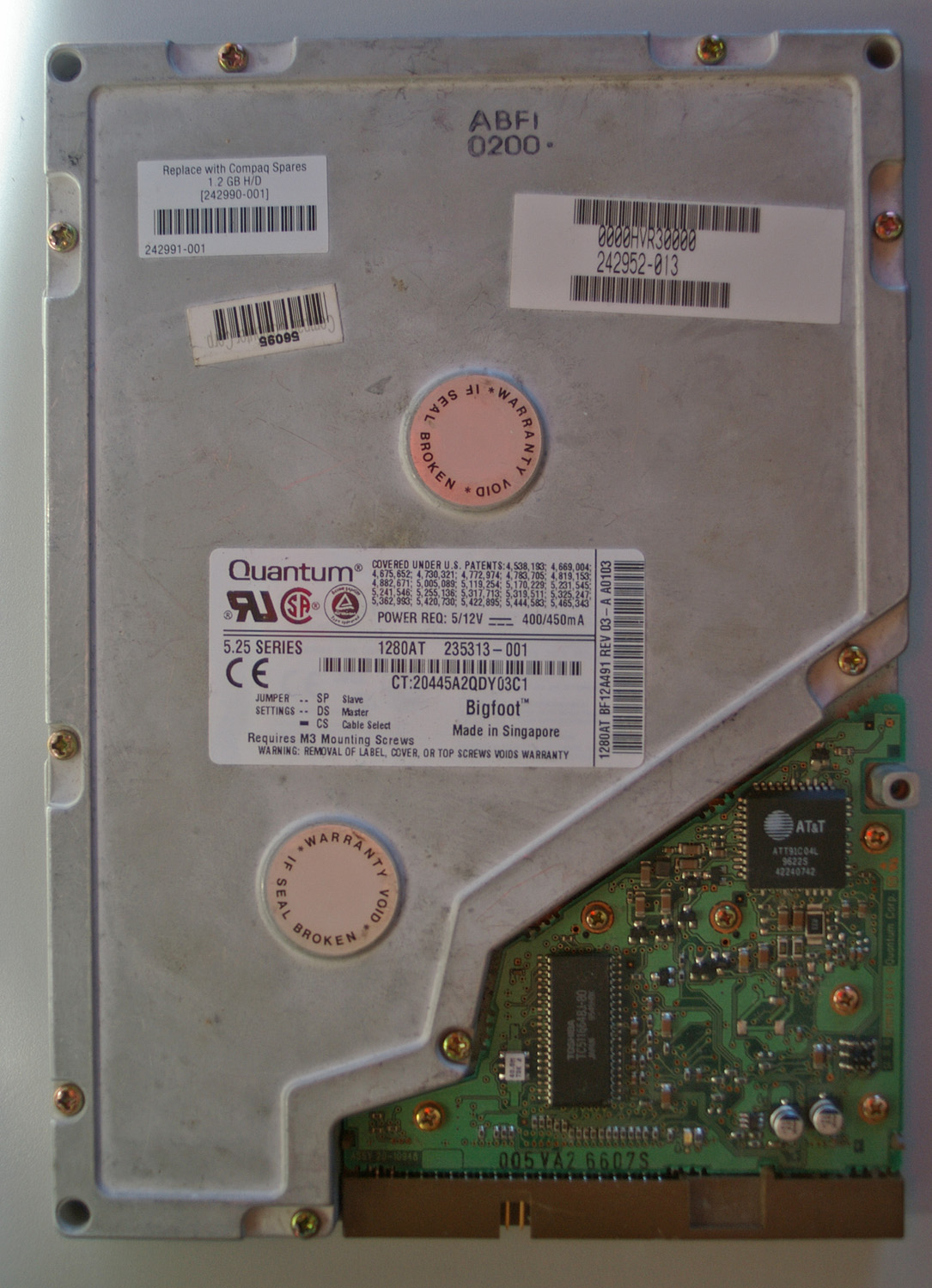
Disque dur Quantum (2008)
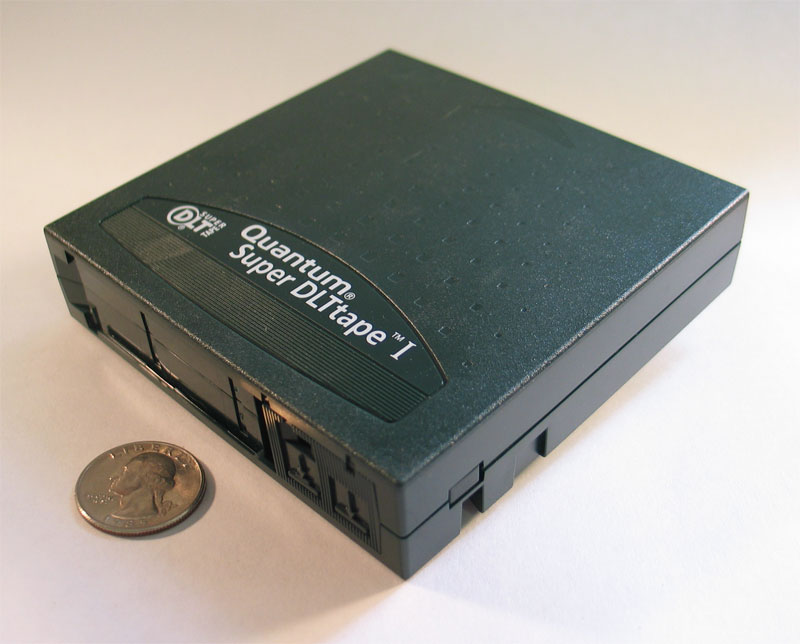
Cartouche SDLT de Quantum